# Xylophanes meridanus
Xylophanes meridanus là một loài bướm đêm thuộc họ Sphingidae. Nó được tìm thấy ở Surinam.
Nó gần giống loài Xylophanes amadis, but the pale median band is always interrupted by black streaks along the veins, particularly those of the posterior part of the wing.
Ấu trùng có thể ăn Psychotria panamensis, Psychotria nervosa và Pavonia guanacastensis.